# Rhönrad-Weltmeisterschaft 2024
Die Rhönrad-Weltmeisterschaft 2024 fand vom 28. Juli bis 4. August im Topsportcentrum Almere in den Niederlanden statt. Es nahmen Turner aus 13 verschiedenen Nationen teil:

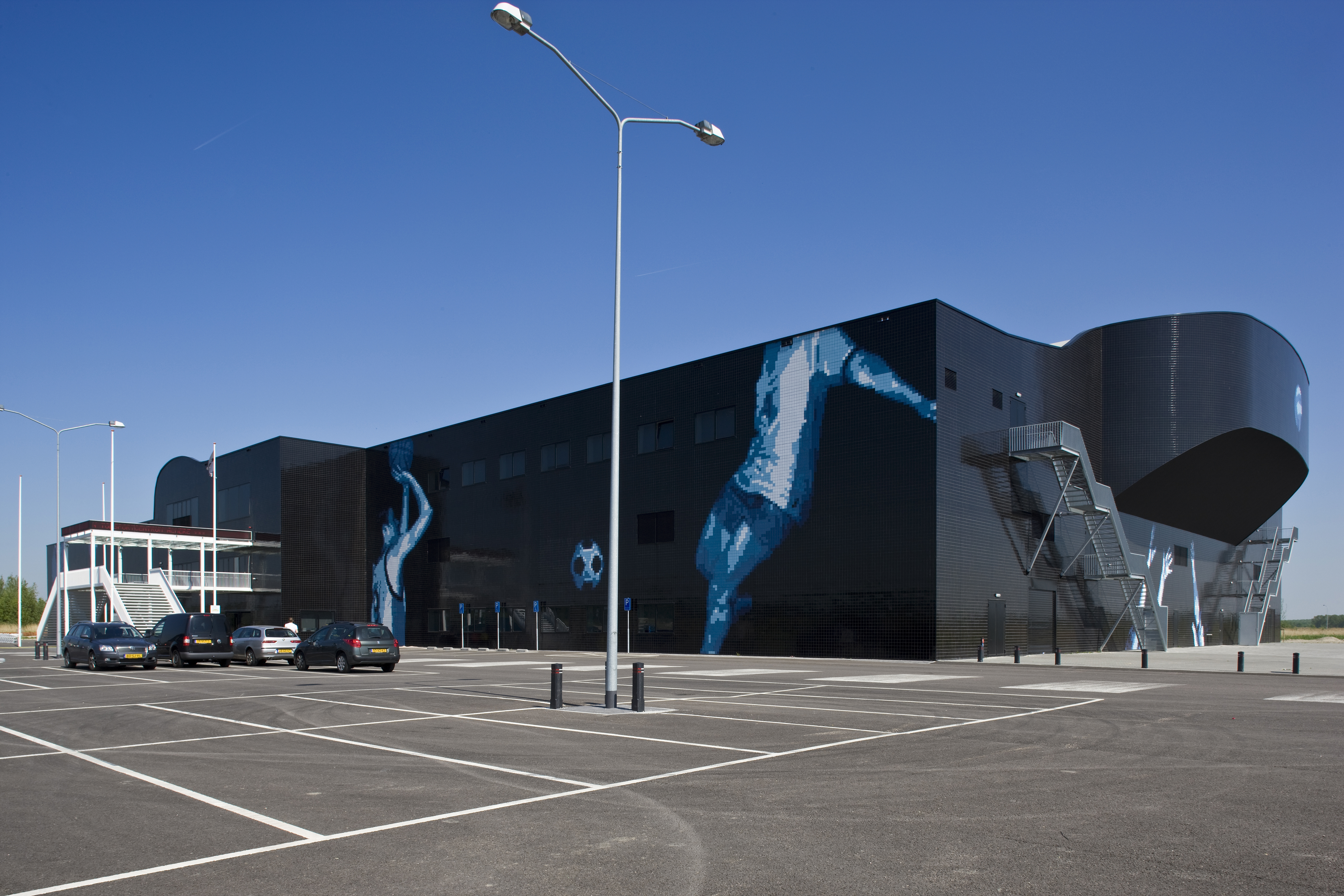
Topsportcentrum von aussen

Deutschland, Schweiz, Österreich, Belgien, Israel, Spanien, England, Norwegen, Dänemark, Japan, Ungarn, Vereinigte Staaten, Niederlande. Mit Patrick Møller gewinnt Dänemark erstmals einen Weltmeistertitel. Außerdem wurde im Rahmen der Generalversammlung des IRV während der WM Mathias Reich als neuer Präsident gewählt.

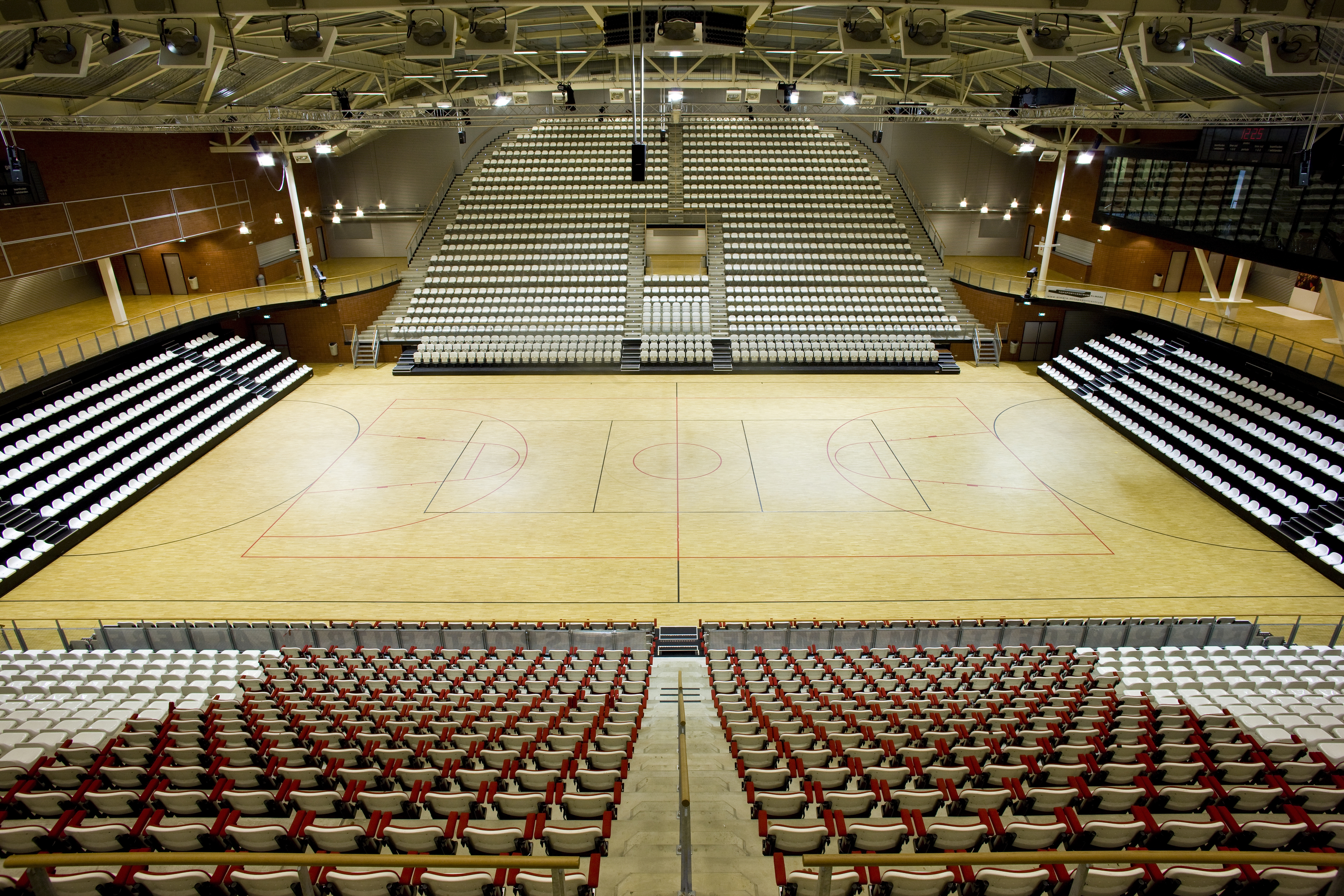
Innenansicht

Für den Team World Cup 2025 für den die jeweils 4 besten Nationen dieser WM startberechtigt sind, qualifizierten sich im Erwachsenenbereich Deutschland, Japan, Schweiz und Österreich, im Jugendbereich Israel, Deutschland, Schweiz und Belgien.

## Zeitplan
(Quelle:)
| Montag 29.7    | Training General Assembly des IRV                                 |
| Dienstag 30.7  | Training Eröffnungszeremonie                                      |
| Mittwoch 31.7  | Qualifikationen Herren und Damen                                  |
| Donnerstag 1.8 | Qualifikationen Junior Boys und Junior Girls Cyr Mehrkampf Finals |
| Freitag 2.8    | Mehrkampf Finals Cyr Battle                                       |
| Samstag 3.8    | Finals in den Einzeldisziplinen                                   |

## Ergebnisse Cyr
(Quelle:)
| Platz | Land        | Athletin              | Teilwertung 1 | Teilwertung 2 | Total  |
| ----- | ----------- | --------------------- | ------------- | ------------- | ------ |
| 1     | Spanien     | Lea Toran Jenner      | 12.600        | 11.850        | 24.450 |
| 2     | Deutschland | Sandra Heidingsfelder | 11.750        | 12.275        | 24.025 |
| 3     | Österreich  | Ingrid Vukusic        | 10.600        | 11.850        | 22.450 |

| Platz | Land               | Athlet        | Teilwertung 1 | Teilwertung 2 | Total  |
| ----- | ------------------ | ------------- | ------------- | ------------- | ------ |
| 1     | Japan              | Shigeki Kanai | 10.600        | 9.275         | 19.875 |
| 2     | Deutschland        | Hauke Narten  | 13.150        | 4.050         | 17.200 |
| 3     | Vereinigte Staaten | Cyrus Luciano | 4.750         | 4.000         | 8.750  |

## Ergebnisse Rhönrad Senioren

### Damen
| Platz | Land        | Athletin             | Gerade | Spirale | Sprung | Total  |
| ----- | ----------- | -------------------- | ------ | ------- | ------ | ------ |
| 1     | Deutschland | Kira Homeyer         | 17,28  | 15,55   | 15,40  | 48,225 |
| 2     | Schweiz     | Cheyenne Rechsteiner | 17,15  | 16,30   | 14,40  | 47,850 |
| 3     | Deutschland | Ella Sophie Köhler   | 16,43  | 14,80   | 16,35  | 47,575 |

| Platz | Land        | Athletin             | Punkte |
| ----- | ----------- | -------------------- | ------ |
| 1     | Deutschland | Kira Homeyer         | 17,175 |
| 2     | Schweiz     | Cheyenne Rechsteiner | 17,075 |
| 3     | Österreich  | Malena Kernacs       | 16,825 |

| Platz | Land        | Athletin             | Punkte |
| ----- | ----------- | -------------------- | ------ |
| 1     | Schweiz     | Cheyenne Rechsteiner | 17,25  |
| 2     | Österreich  | Malena Kernacs       | 17,05  |
| 3     | Deutschland | Kira Homeyer         | 16,35  |

| Platz | Land        | Athletin           | Punkte |
| ----- | ----------- | ------------------ | ------ |
| 1     | Israel      | Inbar Armoni       | 17,00  |
| 2     | Deutschland | Ella Sophie Köhler | 16,45  |
| 3     | Niederlande | Marjet Waldram     | 15,05  |

### Herren
| Platz | Land        | Athlet           | Total  |
| ----- | ----------- | ---------------- | ------ |
| 1     | Schweiz     | Simon Rufener    | 47,550 |
| 2     | Deutschland | Johannes Stolper | 46,450 |
| 3     | Niederlande | Gabriël Lomans   | 44,950 |

| Platz | Land        | Athlet           | Punkte |
| ----- | ----------- | ---------------- | ------ |
| 1     | Schweiz     | Simon Rufener    | 17,325 |
| 2     | Deutschland | Johannes Stolper | 17,025 |
| 3     | Niederlande | Gabriël Lomans   | 16,600 |

| Platz | Land                  | Athlet                           | Punkte |
| ----- | --------------------- | -------------------------------- | ------ |
| 1     | Deutschland           | Johannes Stolper                 | 16,10  |
| 2     | Schweiz / Deutschland | Simon Rufener/Nicolai Ruschmeyer | 14,00  |

| Platz | Land        | Athlet         | Punkte |
| ----- | ----------- | -------------- | ------ |
| 1     | Japan       | Ryuichi Goto   | 18,30  |
| 2     | Israel      | Uri Porat      | 17,80  |
| 3     | Niederlande | Gabriël Lomans | 16,40  |

## Ergebnisse Rhönrad Junioren

### Juniorinnen
| Platz | Land        | Athletin      | Gerade | Spirale | Sprung | Total  |
| ----- | ----------- | ------------- | ------ | ------- | ------ | ------ |
| 1     | Deutschland | Sophie Julius | 16,75  | 15,25   | 14,85  | 46,850 |
| 2     | Israel      | Hadas Nir     | 16,85  | 14,25   | 14,85  | 45,950 |
| 3     | Israel      | Bar Dubinsky  | 15,25  | 12,80   | 16,    | 44,050 |

| Platz | Land        | Athletin       | Punkte |
| ----- | ----------- | -------------- | ------ |
| 1     | Deutschland | Annika Wasmuth | 17,200 |
| 2     | Israel      | Bar Dubinsky   | 17,150 |
| 3     | Deutschland | Frieda Wilke   | 17,100 |

| Platz | Land        | Athletin     | Punkte |
| ----- | ----------- | ------------ | ------ |
| 1     | Deutschland | Frieda Wilke | 15,10  |
| 2     | Israel      | Naomi Livne  | 14,75  |
| 3     | Israel      | Hadas Nir    | 13,95  |

| Platz | Land        | Athletin           | Punkte |
| ----- | ----------- | ------------------ | ------ |
| 1     | Israel      | Bar Dubinsky       | 16,20  |
| 2     | Deutschland | Mia Sophie Schmidt | 16,05  |
| 3     | Deutschland | Sophie Julius      | 15,60  |

### Junioren
| Platz | Land        | Athlet        | Gerade | Spirale | Sprung | Total  |
| ----- | ----------- | ------------- | ------ | ------- | ------ | ------ |
| 1     | Schweiz     | Timon Peter   | 16,80  | 10,95   | 15,75  | 43,500 |
| 2     | Niederlande | Aquila Ziddah | 13,55  | 11,60   | 16,10  | 41,250 |
| 3     | Deutschland | Bero Schröter | 15,00  | 11,45   | 14,60  | 41,050 |

| Platz | Land        | Athlet              | Punkte |
| ----- | ----------- | ------------------- | ------ |
| 1     | Schweiz     | Timon Peter         | 16,65  |
| 2     | Deutschland | Jamal Kiel          | 16,35  |
| 3     | Niederlande | Robinjo van Stokrom | 15,50  |

| Platz | Land        | Athlet         | Punkte |
| ----- | ----------- | -------------- | ------ |
| 1     | Dänemark    | Patrick Møller | 11,90  |
| 2     | Niederlande | Aquila Ziddah  | 11,15  |
| 3     | Deutschland | Nils Münster   | 10,80  |

| Platz | Land               | Athlet        | Punkte |
| ----- | ------------------ | ------------- | ------ |
| 1     | Niederlande        | Aquila Ziddah | 16,15  |
| 2     | Schweiz            | Timon Peter   | 15,65  |
| 3     | Vereinigte Staaten | Aidan Lish    | 15,40  |